# Spodumen
Spodumen je minerál ze skupiny pyroxenů. Obsahuje křemičitany a lithium. Jeho název pochází z řeckého σποδούμενος – zpopelněný. Vyskytuje se převážně v pegmatitech. Poprvé byl nalezen roku 1800 ve švédském Utö. Popsal ho José Bonifácio de Andrada e Silva.

## Popis
Minerál je významným zdrojem lithia, které se používá k výrobě autobaterií, sklolaminátů i k léčbě psychických nemocí. Na světě se ročně vytěží okolo 80 000 tun spodumenu. Hlavním producentem je australský Důl Greenbushes, těží se také v Chile, USA, Číně, Rusku a na Madagaskaru. Největší ložisko na světě bylo objeveno v Manono v Konžské demokratické republice. Známými českými lokalitami jsou Ohnišťovice, Jeclov a Nová Ves. 
Spodumen může vytvářet velké krystaly, rekordní kus nalezený v Black Hills v Jižní Dakotě měl hmotnost devadesát tun. Jsou obvykle bezbarvé nebo našedlé, bývají však také různě zbarvené podle příměsi kovů. Na krystalech se projevuje efekt kočičího oka. Populární odrůdou spodumenu je růžový nebo fialový kunzit, využívaný v klenotnictví či v litoterapii.